# Wydział Inżynierii Zarządzania Politechniki Poznańskiej
Wydział Inżynierii Zarządzania Politechniki Poznańskiej (dawn. Wydział Informatyki i Zarządzania Politechniki Poznańskiej) – jeden z dziewięciu wydziałów Politechniki Poznańskiej. Jego siedziba znajduje się przy ul. Jacka Rychlewskiego 2 w Poznaniu.

## Struktura
- Instytut Inżynierii Bezpieczeństwa i Jakości
  - Zakład Marketingu i Rozwoju Organizacji
  - Zakład Zarządzania Ryzykiem i Jakością
  - Zakład Zastosowań Ergonomii
- Instytut Logistyki
  - Zakład Ekonomiki Przedsiębiorstw, Inwestycji i Ubezpieczeń
  - Zakład Zarządzania Produkcją i Logistyki
  - Ośrodek Symulacji i Optymalizacji Procesów Logistycznych i Produkcyjnych
- Instytut Zarządzania i Systemów Informacyjnych
  - Zakład Przedsiębiorczości i Komunikacji w Biznesie
  - Zakład Systemów Zarządzania

## Kierunki studiów
- Inżynieria Zarządzania
- Logistyka
- Inżynieria bezpieczeństwa

## Władze
Władze Wydziału:
- Dziekan: dr hab. Hanna Włodarkiewicz-Klimek, prof. PP
- Prodziekan do spraw nauki: dr hab. inż. Agnieszka Stachowiak
- Prodziekan do spraw kształcenia i spraw studenckich: dr inż. Roma Marczewska-Kuźma
- Prodziekan ds. współpracy z zagranicą i otoczeniem biznesowym: dr hab. inż Marcin Butlewski, prof. PP